# Albeștii de Muscel (gmina)
Albeștii de Muscel – gmina w Rumunii, w okręgu Ardżesz. Obejmuje miejscowości Albești i Cândești. W 2011 roku liczyła 1578 mieszkańców.